# Деінтерлейсинг
Деінтерлейсинг — процес створення одного кадру з двох полів черезрядкового формату для подальшого виводу на екран з прогресивною розгорткою. Застосовується в комп'ютерних системах обробки відео, плоскопанельних телевізорах і т. д.
У побуті з деінтерлейсингом доводиться стикатися власникам відеокамер і ТБ-тюнерів, а також у процесі конвертації файлів відео.
Європейська мовна спілка, щоб виключити деінтерлейсинг, рекомендує готувати фільми в роздільності 1080 рядків, 50 кадрів в секунду (прогресивна). При конвертації такого відео на будь-який наявний формат телемовлення або відеозапису не буде потрібно ні збільшення, ні деінтерлейсингу.

## Загальні відомості

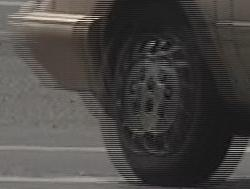
Як виглядає черезрядкове відео на моніторі з прогресивною розгорткою, при поганому деінтерлейсингу, видно "поєднання" рухомих частин двох полів кадру.

Відео і кіно плівка досить швидко захоплюють послідовності кадрів (нерухомих зображень); однак, телевізійні системи зчитують це записане зображення послідовно за допомогою сенсору зображення по одній лінії (рядками). В аналоговому телебаченні, кожен кадр розбивається на два послідовних поля, одне з яких містить всі парні рядки, друге непарні. Поля відтворюються послідовно на швидкості вдвічі більшій ніж номінальна частота кадрів. Наприклад, системи відео PAL і SECAM мають частоту в 25 кадрів/с або 50 полів/с, а система NTSC передає 29.97 кадрів/с або 59.94 полів/с. Такий процес розділення кадрів на поля з поділеною навпіл роздільною здатністю при подвійній частоті кадрів відомий як черезрядкова розгортка.
Оскільки черезрядковий сигнал відео має два поля відео кадру відзняті в різний час, він покращує сприйняття руху глядачем і зменшує мерехтіння завдяки ефекту інерції зору. Це дає ефективне подвоєння часової роздільної здатності в порівнянні з не черезрядковими кадрами (для частоти кадрів, що дорівнює частоті полів). Однак, черезрядковий сигнал потребує, щоб дисплей був здатен відрбразити окремі поля послідовним способом, а це можуть робити лише традиційні CRT телевізори, в зв'язку з електронним скануванням і відсутністю явної фіксованої роздільності.
Більшість сучасних дисплеїв, наприклад LCD, DLP і плазмові панелі, не можуть працювати в черезрядковому режимі, тому що мають фіксовану роздільну здатність і підтримують лише прогресивну розгортку. Для того, щоб відобразити черезрядковий сигнал на таких дисплеях, два черезрядкові поля повинні перетворюватись в один прогресивний кадр, за допомогою деінтерлейсингу. Однак, коли два поля відзняті в різні моменти часу поєднуються в один кадр і відображаються в один момент, при зображенні рухомих об'єктів виникає візуальний дефект, який називають артефакти інтерлейсінгу або розчісування.